# Sarkandaugava
Sarkandaugava er en af Rigas 47 bydele (lettisk: apkaime, sing.). Sarkandaugava har 19.708 indbyggere og dets areal udgør 759,60 hektar, hvilket giver en befolkningstæthed på 26 indbyggere per hektar.

## Eksterne kildehenvisninger
- Apkaimes – Rigas bydelsprojekt